# Bana Sevmeyi Anlat
Bana Sevmeyi Anlat è un serial televisivo drammatico turco composto da 22 puntate, trasmesso su Fox dal 26 agosto 2016 al 30 gennaio 2017 in seguito alla cancellazione causata dai bassi ascolti. È diretto da Mesude Erarslan, scritto da Deniz Akçay Katıksız, prodotto da Ay Yapım ed ha come protagonisti Kadir Doğulu, Seda Bakan e Mustafa Üstündağ.

## Trama
Leyla è una madre single che vive in Germania con il suo giovane figlio, Rüzgar, e la famiglia di suo padre. Quando il ricco uomo d'affari Haşmet si interessa a lei, suo padre la convince ad accettarlo come suo futuro marito. La vita di Leyla è diventata insopportabile nella casa di suo padre, quindi accetta di sposarsi per il bene di suo figlio. Il giorno del suo matrimonio, scopre che il suo fidanzato è in realtà un pericoloso criminale, quindi scappa il più velocemente possibile. Mentre tutti la cercano, Leyla fugge dal matrimonio con l'aiuto di Alper, chef e manager di uno dei ristoranti di Haşmet.

## Episodi
| Stagione       | Episodi | Prima TV Turchia | Prima TV Italia |
| -------------- | ------- | ---------------- | --------------- |
| Prima stagione | 22      | 2016-2017        | inedita         |

### Prima stagione (2016-2017)
| n° | Titolo originale | Prima TV Turchia  |
| -- | ---------------- | ----------------- |
| 1  | 1. Bölüm         | 26 agosto 2016    |
| 2  | 2. Bölüm         | 2 settembre 2016  |
| 3  | 3. Bölüm         | 9 settembre 2016  |
| 4  | 4. Bölüm         | 23 settembre 2016 |
| 5  | 5. Bölüm         | 30 settembre 2016 |
| 6  | 6. Bölüm         | 7 ottobre 2016    |
| 7  | 7. Bölüm         | 14 ottobre 2016   |
| 8  | 8. Bölüm         | 21 ottobre 2016   |
| 9  | 9. Bölüm         | 28 ottobre 2016   |
| 10 | 10. Bölüm        | 4 novembre 2016   |
| 11 | 11. Bölüm        | 11 novembre 2016  |
| 12 | 12. Bölüm        | 21 novembre 2016  |
| 13 | 13. Bölüm        | 28 novembre 2016  |
| 14 | 14. Bölüm        | 5 dicembre 2016   |
| 15 | 15. Bölüm        | 12 novembre 2016  |
| 16 | 16. Bölüm        | 19 dicembre 2016  |
| 17 | 17. Bölüm        | 26 dicembre 2016  |
| 18 | 18. Bölüm        | 2 gennaio 2017    |
| 19 | 19. Bölüm        | 9 gennaio 2017    |
| 20 | 20. Bölüm        | 16 gennaio 2017   |
| 21 | 21. Bölüm        | 23 gennaio 2017   |
| 22 | 22. Bölüm        | 30 gennaio 2017   |

## Personaggi e interpreti
- Alper Eren, interpretato da Kadir Doğulu.
- Leyla Aydın Eren, interpretata da Seda Bakan.
- Haşmet Tuğcu, interpretato da Mustafa Üstündağ.
- Canan Güngör, interpretata da Dolunay Soysert.
- Salih Aydın, interpretato da Kadir Cermik.
- Ayla Aydın, interpretata da Mahperi Mertoğlu.
- Onur Bozan, interpretato da Cemil Büyükdöğerli.
- Suzan Giray, interpretata da Bihter Dinçel.
- Engin Kargı, interpretato da Serdar Özer.
- Berna Eren, interpretata da Aslı Orcan.
- Gülsüm, interpretata da Bedia Ener.
- Hakverdi Aydın, interpretato da Bahadır Vatanoğlu.
- Ezgi Güneş, interpretata da Mine Kılıç.
- Burak Tuğcu, interpretato da Emir Çubukçu.
- Eylül Eren, interpretata da İlayda Alişan.
- Çiçek Eren, interpretata da Lavinya Ünlüer.
- Simge Aydın, interpretato da Gülper Özdemir.
- Mercan Eren, interpretato da Naz Sayıner.
- Zahide, interpretata da Güven Hokna.
- İrfan, interpretato da Tevfik Erman Kutlu.
- Rahmet, interpretato da Halil Ergün.
- Rüzgar, interpretato da Poyraz Enes Koç.

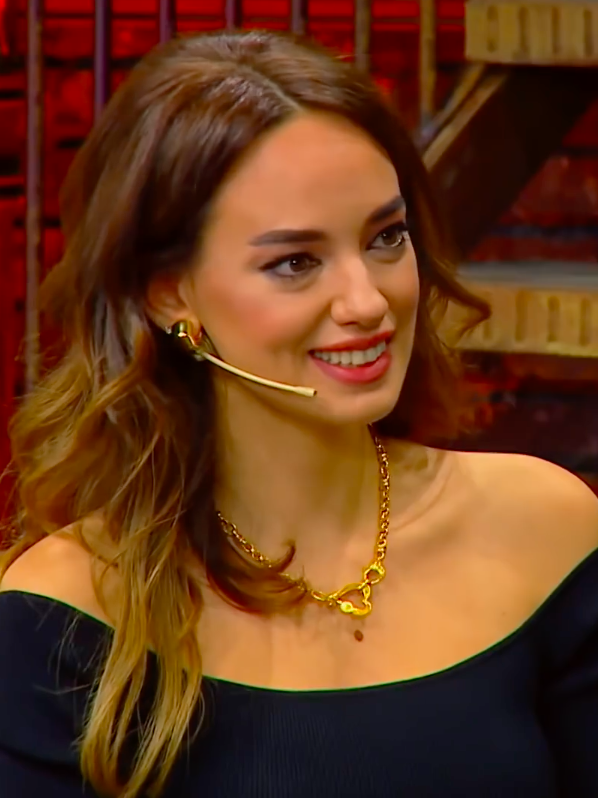
Seda Bakan interpreta Leyla Aydın Eren
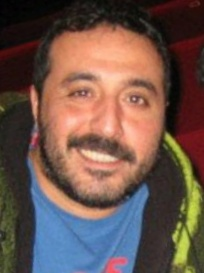
Mustafa Üstündağ interpreta Haşmet Tuğcu
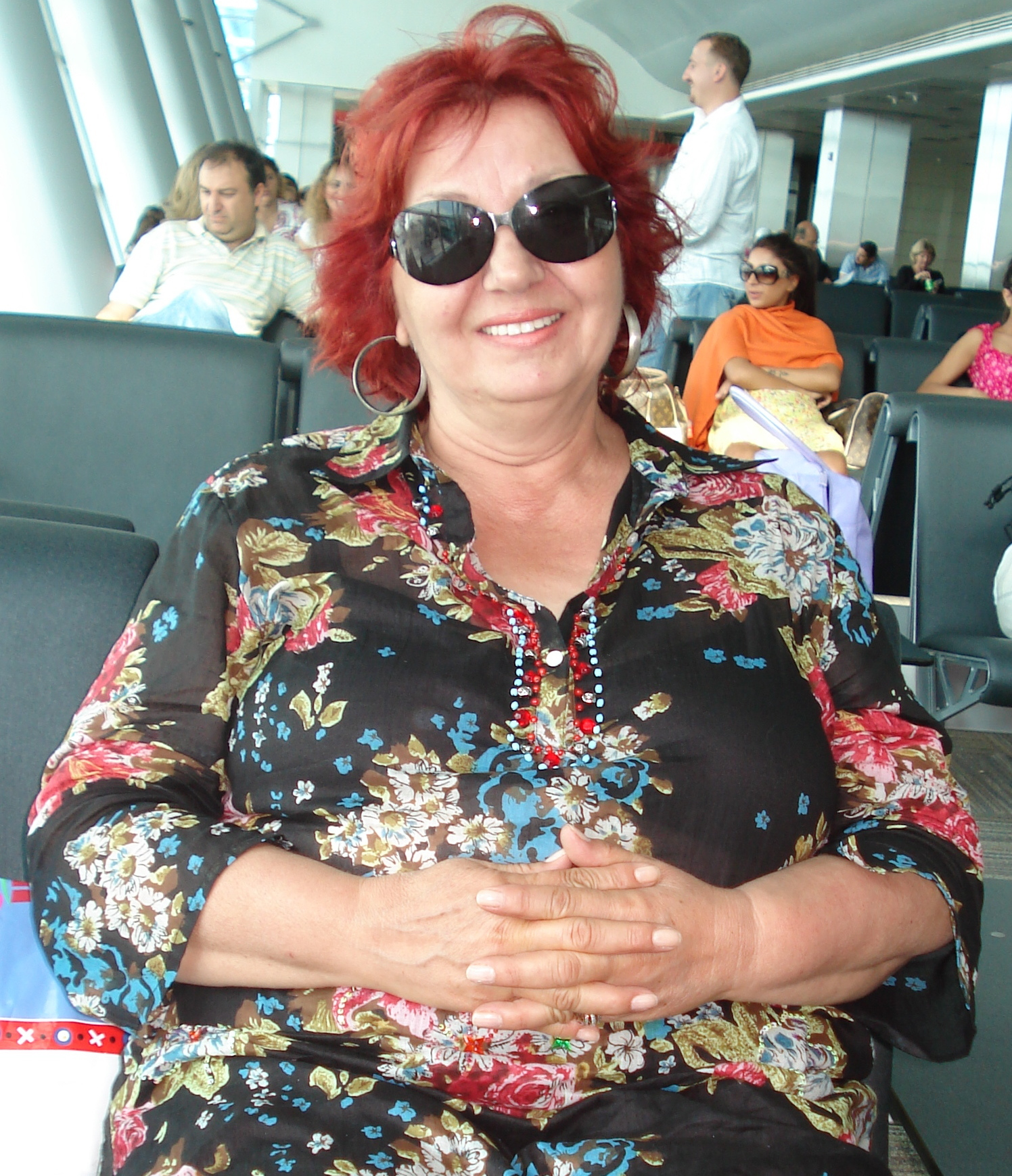
Güven Hokna interpreta Zahide

## Produzione
La serie è diretta da Mesude Erarslan, scritta da Deniz Akçay Katıksız e prodotta da Ay Yapım.

### Casting
Mentre la serie sarebbe stata proiettata con il titolo Beyaz Gece, la società di produzione ha rotto l'accordo con Cansu Dere, una delle attrici principali, e il nuovo ruolo principale era stato affidato Seda Bakan, così il titolo della serie è stato cambiato in Bana Sevmeyi Anlat.

### Riprese
Le riprese della serie sono state effettuate in Germania (in particolare a Friburgo in Brisgovia) e in Turchia (in particolare a Istanbul, in cui è stato utilizzato la torre di Galata come set).

## Distribuzione

### Turchia
In originale la serie è andata in onda su Fox dal 26 agosto 2016 al 30 gennaio 2017.
Composizione puntate
In originale la serie è composta da un'unica stagione di 22 puntate, ognuna delle quali ha una durata che varia dai 120 ai 140 minuti circa.

## Trasmissioni internazionali
| Paese     | Rete televisiva   | Titolo locale      | Prima TV locale   |
| --------- | ----------------- | ------------------ | ----------------- |
| Turchia   | Fox               | Bana Sevmeyi Anlat | 26 agosto 2016    |
| Romania   | Pro 2             | O singură privire  | 19 settembre 2017 |
| Vietnam   | VTV1              | Đôi cánh tình yêu  | 20 ottobre 2017   |
| Filippine | GMA Network       | Wings of Love      | 2 luglio 2018     |
| Brasile   | Rede Bandeirantes | Asas do Amor       | 3 luglio 2018     |